# 永河畔拉罗什站
永河畔拉罗什站，亦可简称拉罗什站，是法国的一个铁路车站，位于法国西部城市，旺代省的省会永河畔拉罗什。

## 位置
永河畔拉罗什站位于南特—桑特铁路75.999公里处，同时也是莱萨布勒多洛讷—图尔铁路的36.055公里处。站址位于永河畔拉罗什市区的西北部。车站大致呈南部走向，开口朝东。车站南侧有人行天桥可连通车站西侧，并可与站台连接。

## 车站历史

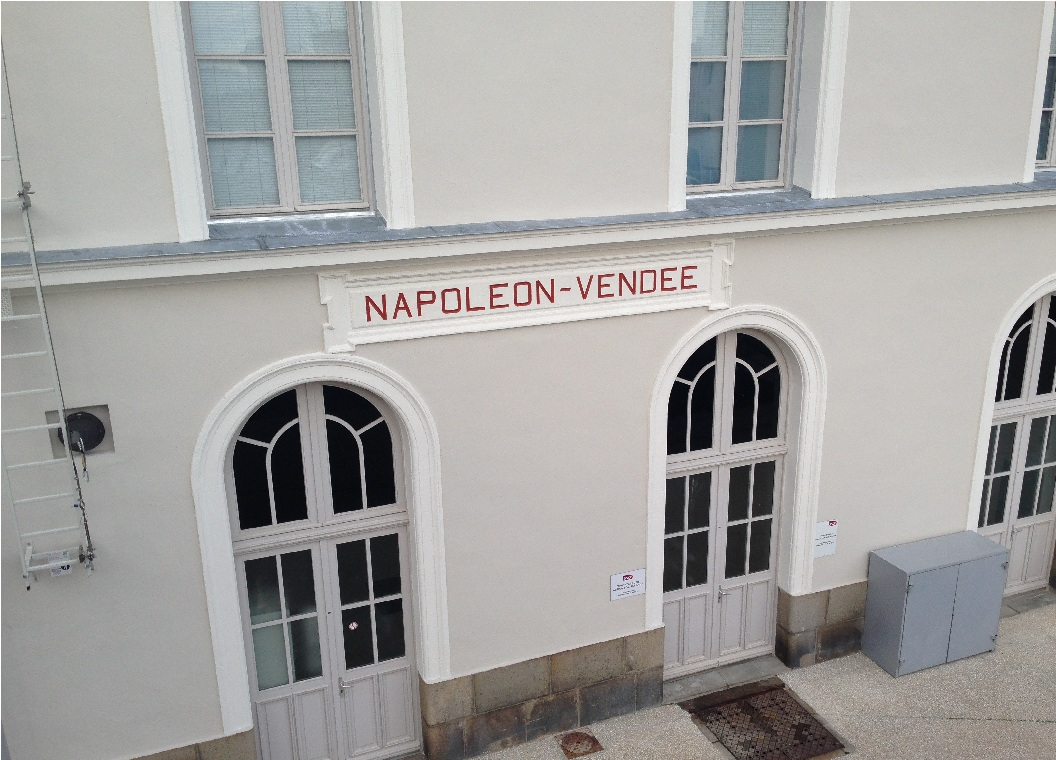
"拿破仑-旺代站"的标记

永河畔拉罗什站最初建于1866年，当时叫做"拿破仑-旺代站"（法語：Napoléon-Vendée），后随着城市的更名而改之。
历史上永河畔拉罗什站还有前往圣帕扎娜站方向的铁路，现已关闭。
在2000年，永河畔拉罗什站附近的铁路均未电气化之时，就已有TGV列车在此路段运行：由巴黎经永河畔拉罗什前往莱萨布勒多洛讷方向的TGV列车，在到达南特站后，改由CC 72000型柴油机车牵引，途径永河畔拉罗什前往终点，返程亦然。这也是法国历史上唯一的"机辆式动车组"。不过，由于运营成本过高，此线路最终在2004年停运，直到2008年，这一线的铁路完成电气化改造后，永河畔拉罗什站才重新开通直达巴黎的TGV列车。
2014年初，永河畔拉罗什站进行了翻新改造；2015年，原有的直达坎佩尔和图卢兹方向的城际列车停运。此外，由于永河畔拉罗什向东前往索米尔方向的铁路客流较小，路况较差，亦有关闭的风险。

## 停靠线路
以下列车线路在永河畔拉罗什站停靠：
| File:Sncf-logo.svg 永河畔拉罗什站列车线路表 |            |                |                       |              |
| 线路                                        | 车种       | 上一站         | 下一站                | 大致运行频率 |
| 巴黎—莱萨布勒多洛讷                         | TGV        | 南特           | 莱萨布勒多洛讷        | 每天2趟      |
| 南特—波尔多                                 | INTERCITÉS | 南特           | 吕松                  | 每天3趟      |
| 南特—永河畔拉罗什/莱萨布勒多洛讷            | TER        | 贝尔维尔       | （终点）/拉莫特阿沙尔 | 每天9趟左右  |
| 南特—吕松/拉罗谢尔                          | TER        | 南特           | 吕松                  | 每天1趟      |
| 图阿尔/尚托奈—永河畔拉罗什                  | TER        | 拉谢兹勒维孔特 | （终点）              | 每天2趟      |
| 图尔—永河畔拉罗什                           | TER        | 拉谢兹勒维孔特 | （终点）              | 每天1趟      |
| 索米尔—莱萨布勒多洛讷                       | TER        | 尚托奈         | 拉莫特阿沙尔          | 每周2趟左右  |
| 1. 2. 3.                                    |            |                |                       |              |

## 配套交通

### 长途客运
永河畔拉罗什站对应的大巴车上下车地点为永河畔拉罗什汽车站（Gare routière），设在车站北侧。
| 停靠永河畔拉罗什汽车站的大巴车 |                           | |
| 上下车地点                     | 运营单位                  | 主要目的地 |
| 永河畔拉罗什汽车站             | 旺代省城际客运 Cap Vendée | 109 欧比尼-莱克卢佐 · 尼约勒勒多朗 · 格罗布勒伊 · 圣富瓦 · 奥洛讷堡 · 莱萨布勒多洛讷 110 拉费里耶尔 · 拉梅拉蒂耶尔 · 埃萨尔昂博卡日 · 圣弗洛朗斯 · 旺德雷讷 · 莱塞比耶 · 尚布勒托 · 莱塞佩斯 · 拉戈布勒蒂耶尔 · 拉韦里 · 塞夫勒河畔莫尔塔涅 · 绍莱 120 拉谢兹勒维孔特 · 富日雷 · 布尔讷佐 · 圣埃米娜 · 圣艾蒂安德布里卢埃 · 普耶 · 珀托斯 · 丰特奈勒孔特 124 尚托奈 · 塔吕-圣热姆 · 穆耶龙-圣日耳曼 · 谢富瓦 · 拉沙泰涅赖 140 里沃德利永 · 吉贝尔堡 · 莱河畔马勒伊-迪赛 · 科尔普 · 吕松 · 尚帕涅莱马赖 · 皮拉沃 · 圣拉代贡德代努瓦耶 · 沙耶莱马赖 · 马朗 · 拉罗谢尔 155 拉布瓦西耶尔德朗德 · 穆捷莱莫费 · 勒贝尔纳 · 拉容谢尔 · 滨海圣伯努瓦 · 昂格勒 · 滨海拉特朗什 · 滨海拉福特 · 滨海莱吉永 171 艾泽奈 · 圣克里斯托夫迪利涅龙 · 沙朗 · 萨莱尔泰讷 · 圣热尔韦 · 滨海博瓦尔 · 拉巴尔德蒙 · 巴尔巴特尔 · 拉盖里尼耶尔 · 莱皮讷 · 努瓦尔穆捷昂利勒 172 艾泽奈 · 科埃 · 圣雷韦朗 · 圣吉勒-克鲁瓦德维 · 圣伊莱尔德里耶 · 圣让德蒙 180 维河畔勒普瓦雷 · 贝尔维尼 · 布洛涅河畔莱吕克 · 罗什塞尔维耶尔 · 圣菲尔贝德布艾讷 · 热内通 · 勒比尼翁 · 蓬圣马丁 · 南特 184 穆耶龙勒卡普蒂夫 · 维河畔勒普瓦雷 · 博富 · 布洛涅河畔莱吕克 VX 艾泽奈 · 圣克里斯托夫迪利涅龙 · 沙朗 |
| 永河畔拉罗什汽车站             | Impulsyon                 | B 沃南索 · 沃南索 M 穆耶龙勒卡普蒂夫 |
| 永河畔拉罗什汽车站             | CAR TER                   | 14尚托奈 · 普佐日 · 布雷叙尔 · 图阿尔 · 索米尔 当某条铁路线施工或罢工时，SNCF可能会提供途径该线路沿途站点的大巴车） |
| 1. 2. 3. 4. 5. 6.              |                           | |

### 城市公共交通
| 永河畔拉罗什站附近的市内公交线路 |                    | |
| 公交车站名称                     | 位置               | 停靠线路 |
| 火车站                           | 永河畔拉罗什站正门 | 2 昂布瓦斯谷（Val d'Amboise） ↔ 城关政府（Mairie du Bourg） 6 尼马·苏贝朗（Numa Soubeyran） ↔ 黎塞留（Richelieu） 7A 罗布尔提耶尔（Robretières）（顺时针单循环线路） 7B 罗布尔提耶尔（Robretières）（逆时针单循环线路） |
| 1.                               |                    | |

## 临近车站
| 永河畔拉罗什站（Gare de La Roche-sur-Yon） |                         |                         |
| 上行车站                                   | 线路                    | 下行车站                |
| 贝尔维尔站 13km ←                          | 南特—桑特铁路           | 吕松站 → 37km           |
| 拉莫特阿沙尔站 19.2km ←                    | 莱萨布勒多洛讷—图尔铁路 | 拉谢兹勒维孔特站 → 13km |
| - 本表仅显示运营中的线路及车站 1.          |                         |                         |